# Acritoptila amphapsis
Acritoptila amphapsis is een schietmot uit de familie Hydroptilidae. De soort komt voor in het Australaziatisch gebied.